# برت گروند
برت گروند (آلمانی: Bert Grund؛ ‏ ۲۴ ژانویهٔ ۱۹۲۰ – ۳۰ مارس ۱۹۹۲) موسیقی‌دان و آهنگساز اهل آلمان بود که بیشتر در زمینهٔ موسیقی فیلم فعالیت داشت.
از فیلم‌هایی که وی در آن‌ها نقش داشته‌است، می‌توان به میهائیل، سگ سیرک و بر رنگین‌کمان می‌رقصیم اشاره نمود.